# Albert Heijn
Albert Heijn (укр. Альберт Хейн, нід. вимова: [ˈɑlbərt ˈɦɛin] ), часто скорочено до AХ (pronounced: [aːˈɦaː]) та неофіційно до Аппі (pronounced: [ˈɑpi]) —  найбільша мережа супермаркетів у Нідерландах з часткою ринку 37 % у 2022 році. Мережа була заснована у 1887 році, а з 2016 року є частиною Ahold Delhaize.

## Історія
Мережа була заснована 27 травня 1887 року, коли Альберт Хейн купив продуктовий магазин у свого батька Яна Хейна в Остзані. У наступні роки Хейн відкрив інші локації в кількох містах, а в 1899 році він відкрив центральний склад у Зандамі.
З 1895 року Хейн почав обсмажувати каву власної марки в пральній кімнаті будинку в Остзаані, а в 1910 році було додано кілька інших товарів власного виробництва, зокрема кондитерські вироби, тістечка та випічка. До 1913 року ці продукти вироблялися в старому міському будинку в Зандамі, але компанія побудувала на цьому місці професійну фабрику в 1913 році.
У 1920 році всі підприємства були об'єднані в Maatschappij tot Exploitatie der Fabrieken en Handelszaken. Антон Юргенс, один із засновників Unilever, отримав 50 % акцій нової компанії. Ці акції були викуплені родиною Хейн у 1927 році. 29 квітня 1920 року Альберт Хейн передав контроль над компанією своїм синам Герріту Хейну та Яну Хейну та своєму зятю Йохану Хілле. Альберт Хейн залишився президентом правління.
Альберт Хейн-старший отримав вигоду від індустріалізації, яка принесла процвітання завдяки фіксованій заробітній платі фабричним робітникам і новій групі багатих людей. Харчові звички змінилися: менше за кількістю, але більше інших видів продуктів. Завдяки зростанню кількості виробників і розфасованих товарів, місцеві та ексклюзивні продукти стали доступними.
Мережа стала публічною в 1948 році та зазнала двох великих змін у 1950-х роках. Перша зміна відбулася в 1952 році, коли був відкритий перший магазин самообслуговування, а друга зміна відбулася в 1955 році, коли було відкрито перший супермаркет.
Мережа може стати найбільшою в Нідерландах через кілька придбань. Помітними (частковими) придбаннями були Van Amerongen (1950), Simon de Wit (1972) і C1000 (2008 і частини в 2012).
Ahold NV була заснована 27 серпня 1973 року, і Альберт Хейн став її частиною. Нова конструкція полегшила вихід нової материнської компанії Альберта Хейна на зовнішній ринок. У жовтні того ж року було придбано Etos, кілька магазинів було перетворено на Albert Heijn, а решта продовжила працювати як аптека в Ahold.
На початку 2003 року частка ринку Albert Heijn різко впала: 22,8 відсотка проти 24,7 відсотка роком раніше. Аби повернути клієнтів і залишити дорогий імідж, Альберт Хейн вирішив того ж року розпочати масштабне зниження цін. Мережа періодично знижувала ціни на тисячі товарів.
Наприкінці 2006 року керуючий директор Дік Бур оголосив, що Альберт Хейн припинить знижувати ціни. Різницю в ціні з конкурентами вдалося скоротити на багато відсотків. На кінець 2006 року частка ринку становила майже 30 відсотків.
У 2007 році компанія перетнула океан, відкривши франчайзинговий магазин на Кюрасао. Цей магазин залишався відкритим до 2016 року, коли він був змінений на інший бренд. Компанія вийшла на бельгійський ринок у 2011 році, відкривши магазин у Брасхаті. Незважаючи на злиття Ahold і Delhaize, Альберт Хейн і Delhaize продовжували працювати в Бельгії. Зараз Albert Heijn має 60 магазинів. Після Кюрасао та Бельгії компанія вийшла на німецький ринок зі своєю формулою AH To Go. Це підприємство ліквідовано в 2018 році.

### Симон де Віт

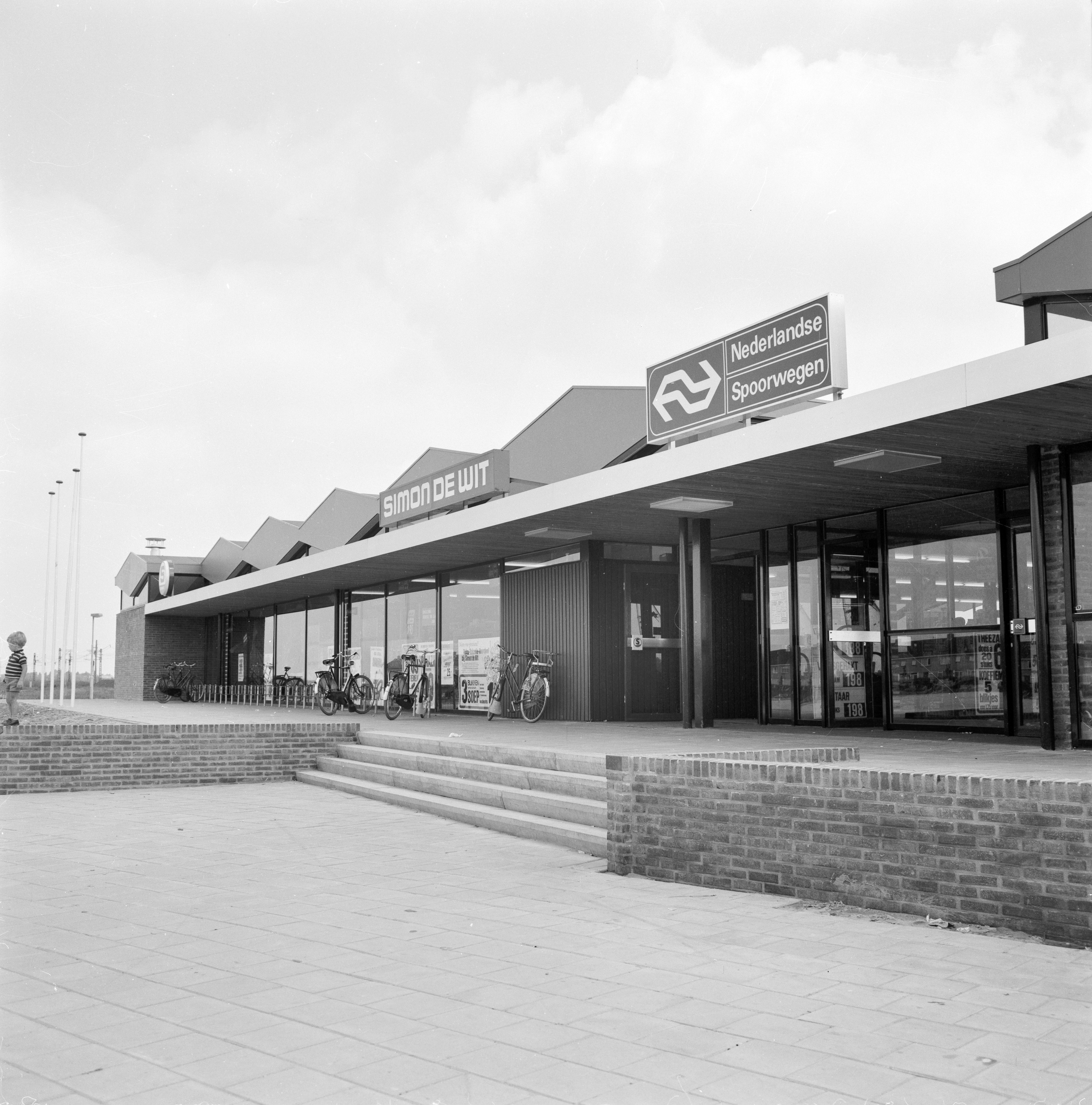
Магазин Сімона де Віта в Хемскерку в 1969 році

Simon de Wit була великою сімейною мережею супермаркетів у Нідерландах. Компанію заснував Саймон де Віт (1852—1934), який після смерті свого батька в 1867 році відкрив продуктовий магазин у своєму батьківському будинку у Вормервері. У 1888 році він відкрив першу філію в Амстердамі, а до 1900 року мав магазини в 30 різних місцях і володів центральним складом у Зандамі.
У 1954 році відсвяткували відкриття 150-го магазину. У 1970 році, коли керував онук Саймона де Віта Саймон, пожежа знищила центральний склад у Зандамі. Незабаром після цього компанія Albert Heijn, яка також походила з Zaanstreek, виявила зацікавленість у поглинанні, і в 1973 році Simon de Wit об'єднався з Albert Heijn, при цьому всі співробітники зберегли свої робочі місця. Усі решта магазинів взяли назву останнього.

## Напрямки

### Albert Heijn

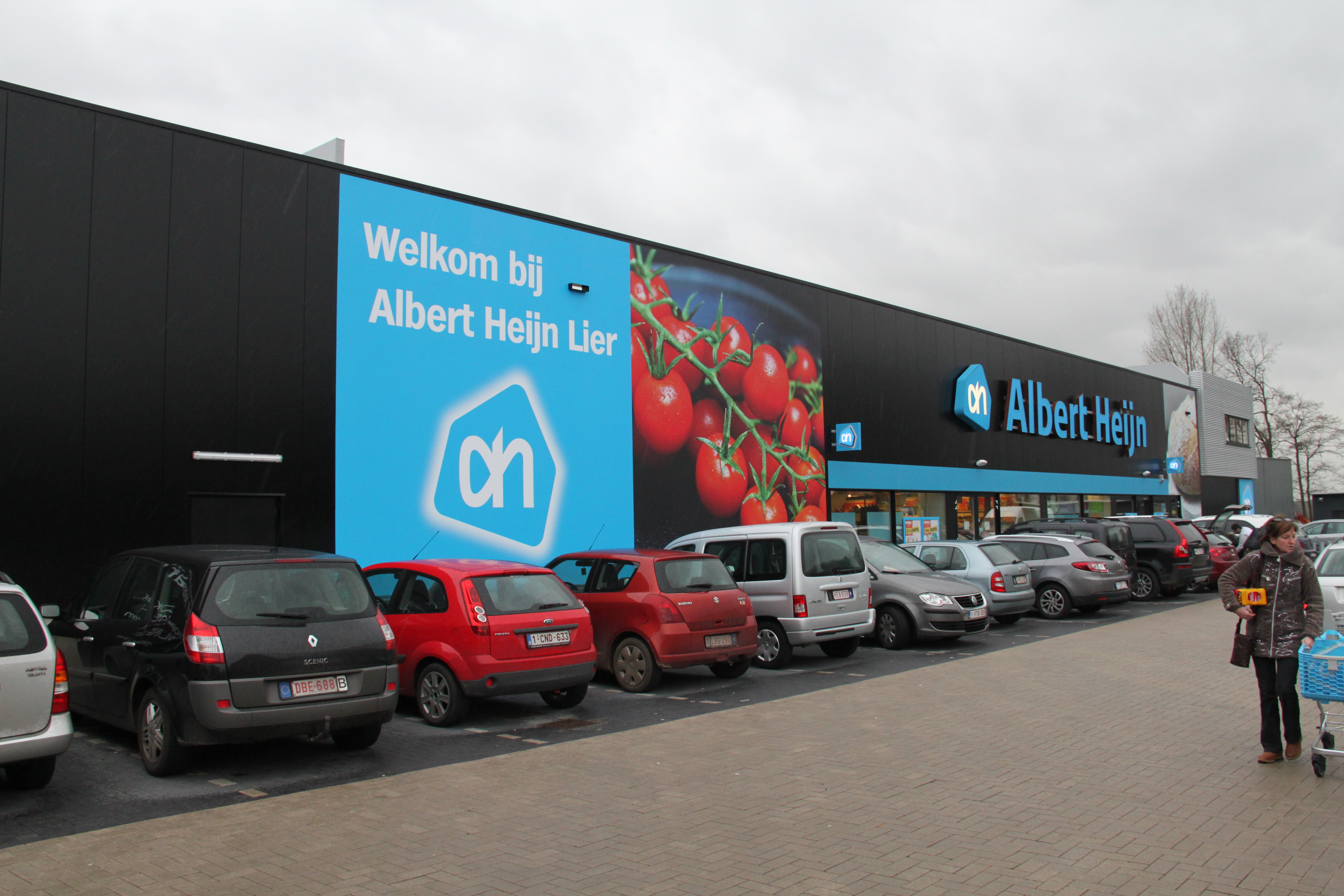
Альберта Хейна в Лірі

Ця формула найчастіше використовується в Нідерландах та Бельгії та є їх звичайним форматом магазину. З 2018 року компанія почала розгортати концепцію Echt Vers (укр. «Справді свіжа»), згідно з якою магазини будуть переобладнані, щоб пропонувати на 10—15 % більше свіжих продуктів. 
Albert Heijn також вирізняється стабільно зростаючим асортиментом органічних та екологічних продуктів, скороченням використання пластику та інвестуванням у екологічне будівництво та транспорт. У 2009 році під брендом «Puur & Eerlijk» під керівництвом Діка Боера розширено екологічний асортимент із внесенням поправок до суворішої сертифікації та зміни упаковки. Роздрібна мережа також прагне зменшити харчові відходи.

### AH To Go

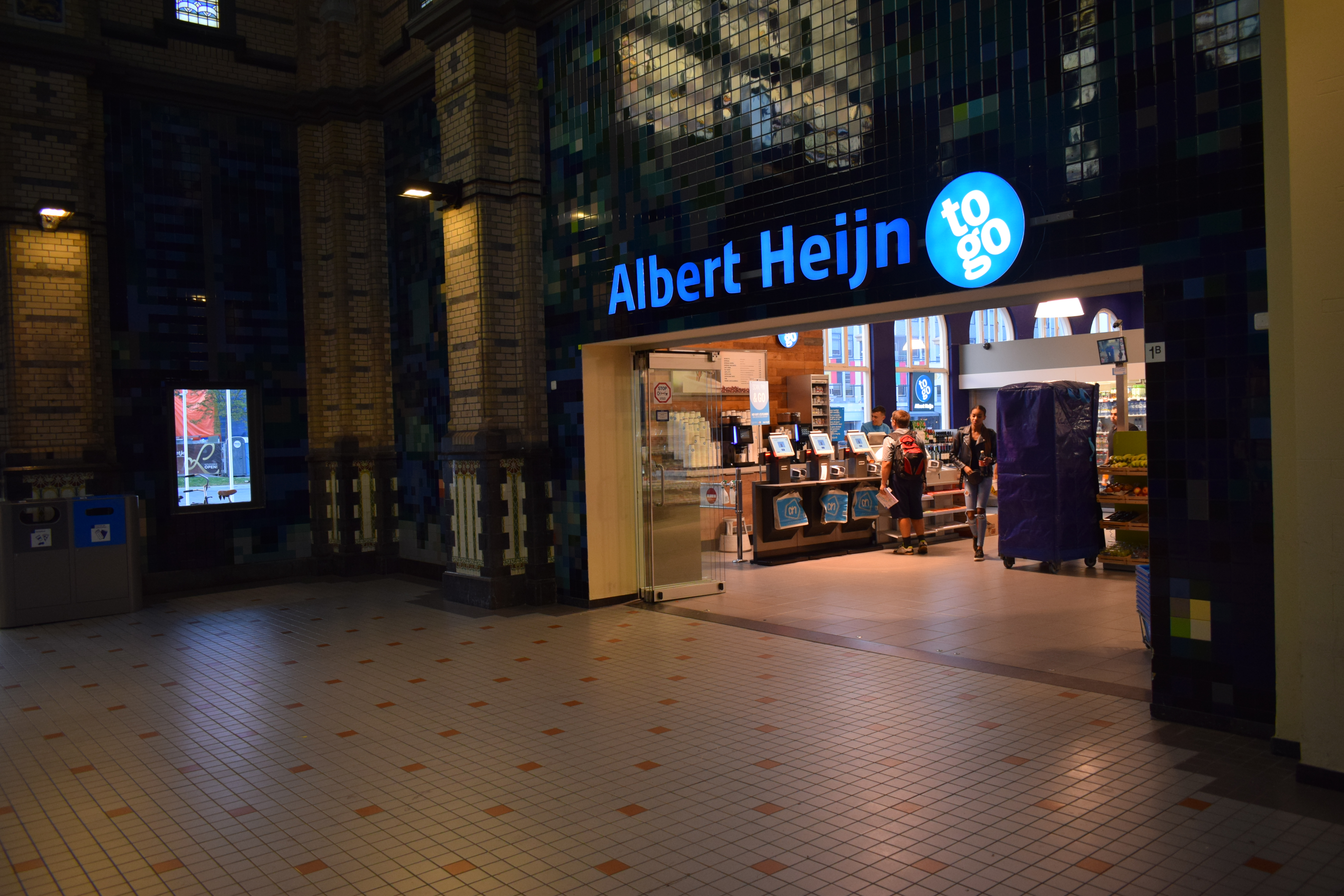
AH To Go на залізничному вокзалі Леувардена

У 1999 році мережа розробила нову формулу для магазину на замовлення Nederlandse Spoorwegen, залізнична компанія стала франчайзі та відкрила перший магазин на станції Den Bosch. Формула отримала свою нинішню назву в 2001 році і спеціалізується на продуктах, які потрібні клієнтам у дорозі на роботу.
З 2019 року компанія тестує нову версію формули без персоналу та касових апаратів. Клієнт сканує свою дебетову картку, а камери реєструють клієнта та вибрані товари, після того як клієнт залишає потрібну суму знімається з його рахунку. Нову концепцію та технологію випробували на мобільному пристрої, розміщеному в штаб-квартирі Ahold Delhaize та Schiphol.

### AH XL
З 2002 року компанія управляє кількома гіпермаркетами з більшим асортиментом як продовольчих, так і непродовольчих товарів. У магазині також є кілька кухарів, які готують на винос.

### Albert Heijn online
Компанія почала тестування доставки в 1999 році з Albert Heijn Thuisservice, яка була перейменована в Albert.nl у 2001 році. За допомогою цього каналу клієнти могли купувати свої бакалійні товари, а також товари від дочірніх компаній Etos і Gall & Gall. У 2014 році бренд Albert був припинений, а служба доставки була інтегрована в бренд Albert Heijn.

Колишній логотип Альберта Хейна (1965—2006)

## Організація та вартість бренду
З 1899 року штаб-квартира мережі знаходиться в Зандамі, тут же розташована їхня материнська компанія. Мережа управляє шістьма дистриб’юторськими центрами в Ньювегайні, Гелдермалзені, Зандамі, Тілбурзі, Пійнакері та Зволле . На додаток до кількості магазинів, що посійно зростає — як франчайзингових, так і внутрішніх — мережа також управляє сімома «Домашніми торговими центрами» в Алмере, Ейндховені, Роттердамі, Де Мерні, Амстердамі, Остерхауті та Блейсвійку.
Вартість бренду Albert Heijn становила 866 мільйонів доларів у 2014 році, згідно з даними бюро торгових марок Interbrand. Це поставило Albert Heijn на 26 місце в топ-50 європейських брендів.